# Mediolan
Mediolan (wł. Milano, łac. Mediolanum, lomb. Milan lub Milà) – miasto i gmina w północnych Włoszech, stolica prowincji Mediolan i regionu Lombardia. Położone na północno-zachodnim skraju Niziny Padańskiej pomiędzy rzekami Ticino, Adda, Pad i Alpami. Mediolan położony jest na wysokości 122 m n.p.m. Drugie co do wielkości miasto Włoch – po Rzymie – z liczbą mieszkańców ponad 1 mln 300 tys.
Znajdują się tu między innymi: siedem uniwersytetów (Statale, Bicocca, Iulm, Bocconi, Cattolica, Politecnico; założone m.in. w latach 1863, 1920 i 1924) i inne uczelnie, Akademia Literatury, instytuty naukowe oraz liczne instytucje kulturalne, w tym jedna z najbardziej znanych scen operowych – Teatro alla Scala, co czyni miasto jednym ze światowych centrów w tej dziedzinie.
Mediolan jest bardzo ważnym ośrodkiem międzynarodowej turystyki. W 2018 roku Mediolan odwiedziło 9,19 mln turystów z całego świata – był szesnastym najczęściej odwiedzanym miastem na świecie. Wraz z Rzymem i Wenecją jest jednym z trzech najważniejszych pod względem turystycznym włoskich miast. Mediolan uważany jest także za światową stolicę mody oraz finansowo-gospodarcze centrum Włoch. Swoje siedziby mają tutaj włoska giełda i największe włoskie korporacje, w tym liczne banki, instytucje ubezpieczeniowe, firmy telekomunikacyjne, a także największy prywatny włoski koncern telewizyjny Mediaset.
Mediolan był gospodarzem Wystawy Światowej Expo w 2015 roku.

## Historia
Mediolan został założony przez plemię Insubrów w IV wieku p.n.e. W III wieku p.n.e. pojawiają się pierwsze wzmianki o mieście jako miejscu stacjonowania armii rzymskiej. W 286 roku Mediolan stał się rezydencją władców Cesarstwa Rzymskiego (do 402 roku). W 313 roku cesarz Konstantyn wydał w Mediolanie edykt uznający chrześcijaństwo. W 387 roku Augustyn z Hippony przyjął chrzest z rąk biskupa Ambrożego. W 569 roku miasto zostało zdobyte przez Longobardów, a w 774 roku władzę przejęła dynastia Karolingów (Franków). W 951 roku miasto zostało opanowane przez króla niemieckiego Ottona I Wielkiego.
W 1158 roku Mediolan odmówił posłuszeństwa cesarzowi Fryderykowi Barbarossie i w 1162 roku został zburzony i opanowany przez wojska Fryderyka. W 1167 roku Mediolan został odbudowany dzięki staraniom Ligi Lombardzkiej. W 1329 roku rodzina Viscontich przejęła władzę i Mediolan stał się niezależnym księstwem formalnie podległym cesarzowi rzymsko-niemieckiemu. W 1450 roku rodzina Sforzów objęła władzę, a w czasie ich rządów tworzył Leonardo da Vinci.
W 1499 roku Mediolan poddał się Francji, a w 1535 roku opanowany został przez Hiszpanów. W 1714 roku po wojnie o sukcesję hiszpańską miasto przeszło pod panowanie Habsburgów austriackich. W 1733 roku podczas wojny o sukcesję polską zostało zdobyte przez Francję i Sabaudię. W 1797 roku stało się stolicą utworzonej przez Napoleona Bonaparte Republiki Cisalpińskiej (do 1805 roku).

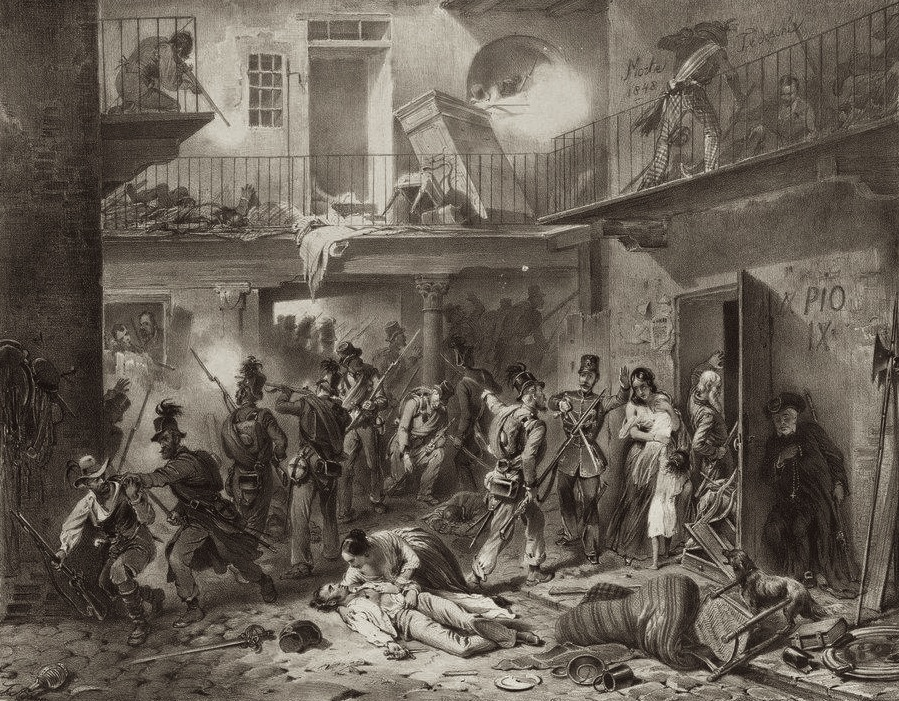
Rycina przedstawiająca powstanie w Mediolanie (18–22 marca 1848 r.) przeciwko panowaniu austriackiemu

W 1815 roku po kongresie wiedeńskim powróciło pod panowanie Austrii. W 1859 roku w wyniku wojny francusko-austriackiej zostało odebrane Austrii przez Sardynię wspieraną przez Francję. W 1861 roku Mediolan został włączony do Zjednoczonego Królestwa Włoch. W drugiej połowie XIX wieku i w czasie XX wieku, dzięki szybkiemu rozwojowi gospodarczemu, Mediolan stał się dużym ośrodkiem przemysłowo-handlowym i finansowym. W czasie II wojny światowej miasto kilkakrotnie było bombardowane przez aliantów, w wyniku czego doszło do uszkodzenia budynku La Scala.
Po II wojnie światowej, po powstaniu Republiki Włoskiej (1946), był jednym z silników odbudowy przemysłowej i kulturowej Włoch. 12 grudnia 1969 miał miejsce zamach bombowy na Piazza Fontana, co było pierwszym incydentem w tzw. strategii napięcia we Włoszech. Od końca lat 80. XX wieku miasto zaczęło być określane jako „Milano da bere”, co pochodzi od sloganu reklamującego miasto jako miejsce dobrobytu.
Obecnie Mediolan jest ważnym centrum handlowym i przemysłowym, zarówno wewnątrz UE, jak i na arenie międzynarodowej, a także najważniejszym włoskim centrum usług, finansów, mody, wydawnictw i przemysłu. Miasto jest także jednym z najważniejszych uniwersyteckich, edytorskich i telewizyjnych centrów Europy oraz siedzibą międzynarodowych targów Fiera Milano, największej powierzchni wystawowej w Europie.

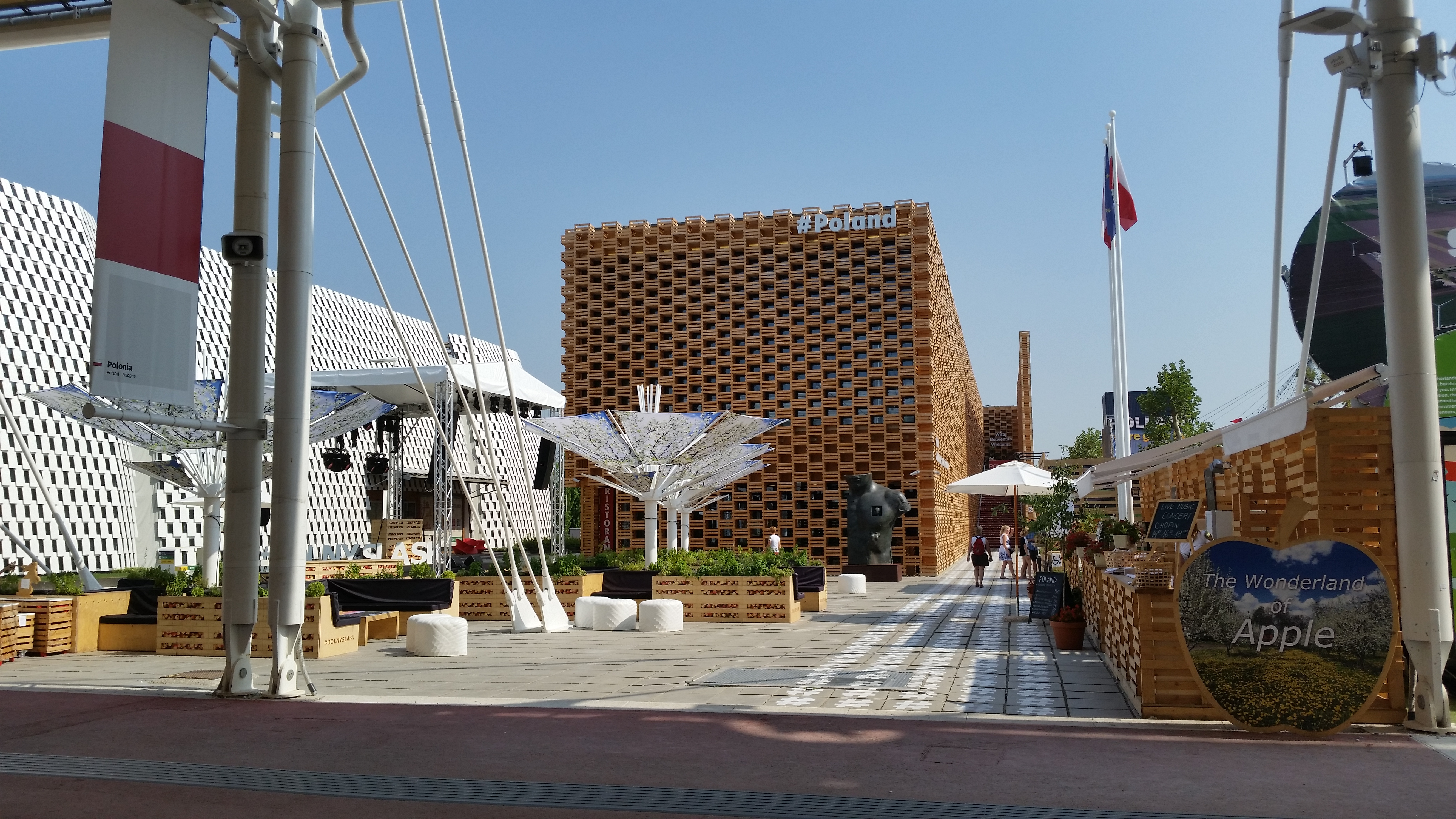
Pawilon Polski na EXPO 2015

31 marca 2008 miastu została przyznana organizacja Expo 2015, odbywająca się od 1 maja do 31 października 2015 roku.

## Ślady polskie w Mediolanie
Decyzja o tworzeniu „Legionów Polskich posiłkujących Lombardię” została uzyskana na podstawie dwukrotnego spotkania gen. Jana Henryka Dąbrowskiego z Napoleonem Bonaparte, jakie miały miejsce 4 grudnia 1796 i po zabiegach gen. Antoniego Amilkara Kosińskiego powtórnie 4 stycznia 1797 roku. 9 stycznia 1797 roku została podpisana konwencja pomiędzy Administracją Generalną Lombardii a gen. J.H. Dąbrowskim, na mocy której tworzono we Włoszech Legiony Polskie. W konwencji zapisano, że oddziały będą pełniły role oddziałów auxyliarnych (pomocniczych), a krój munduru będzie zbliżony do wzorów z okresu pierwszej Rzeczypospolitej. 20 stycznia 1797 roku Dąbrowski wydał odezwę do Polaków (rozpowszechnianą w czterech językach), a 3 lutego 1797 roku ukazała się także odezwa rządu Lombardii, wzywająca Polaków do wsparcia wysiłku zbrojnego Legionów.
Już w marcu 1797 sformowano dwa pierwsze bataliony, a w Mantui rozpoczęto tworzenie trzeciego batalionu z szefem Ludwikiem Dembowskim.
Mediolan w okresie Legionów Włoskich, dowodzonych przez gen. Jana Henryka Dąbrowskiego, mieścił siedzibę Zakładu Legionów Polskich. Tutaj zgłaszali się przybywający z kraju ochotnicy i tutaj przeprowadzano pierwsze szkolenia wojskowe.

## Administracja
Mediolan jest podzielony na mniejsze jednostki administracyjne nazywane municipio lub zone (dzielnice). Do 1999 miasto liczyło 20 zon. W 1999 władze zdecydowały o redukcji ich liczby do 9. Dzisiaj Municipio 1 di Milano stanowi historyczne centrum, 8 pozostałych pokrywa powierzchnię od granic zony 1 do granic miasta. Dzielnice podzielone są na osiedla (quartieri).

### Wykaz dzielnic i osiedli
| #           | Oznaczenie                                          | Powierzchnia [km²] | Ludność (31.12.2015) | Gęstość zaludn. [mieszk./km²] | Osiedla |
| ----------- | --------------------------------------------------- | ------------------ | -------------------- | ----------------------------- | --- |
| Municipio 1 | Centrum historyczne                                 | 9,67               | 96 254               | 9953,88                       | Cordusio, Cinque Vie, Carrobbio, Verziere, Pasquirolo, Borgonuovo, Crocetta, Quadronno, Vetra, Sant’Ambrogio, Brera, Guastalla, Porta Tenaglia, Porta Sempione, Conca del Naviglio |
| Municipio 2 | Stazione Centrale, Gorla, Turro, Greco, Crescenzago | 12,58              | 155 016              | 12 322,42                     | Stazione Centrale, Loreto, Turro, Crescenzago, Quartiere Adriano, Gorla, Precotto, Ponte Seveso, Maggiolina, Mirabello, Villaggio dei Giornalisti, Greco |
| Municipio 3 | Città Studi, Lambrate, Venezia                      | 14,23              | 140 524              | 9875,19                       | Porta Venezia, Porta Monforte, Casoretto, Rottole, Quartiere Feltre, Cimiano, Città Studi, Lambrate, Ortica |
| Municipio 4 | Vittoria, Forlanini                                 | 20,95              | 157 425              | 7514,32                       | Porta Vittoria, Porta Romana, Cavriano, Quartiere Forlanini, Monluè, La Trecca, Taliedo, Morsenchio, Ponte Lambro, Calvairate, Gamboloita o Corvetto, Quartiere Omero, Nosedo, Castagnedo, Rogoredo, Santa Giulia, San Luigi, Triulzo Superiore                                                                                 |
| Municipio 5 | Vigentino, Chiaravalle, Gratosoglio                 | 29,87              | 123 436              | 4132,44                       | Porta Vigentina, Porta Lodovica, San Gottardo, Morivione, Vigentino, Vaiano Valle, Chiaravalle, Macconago, Stadera, Chiesa Rossa, Quartiere Le Terrazze, Case Nuove, Quartiere Missaglia, Gratosoglio, Selvanesco, Quintosole, Ronchetto delle Rane, Quartiere Torretta, Conca Fallata, Quartiere Basmetto, Quartiere Cantalupa |
| Municipio 6 | Barona, Lorenteggio                                 | 18,28              | 149 334              | 8169,26                       | Porta Ticinese, Porta Genova, Conchetta, Moncucco, Barona, Quartiere Sant'Ambrogio, Quartiere Cascina Bianca, Boffalora, Quartiere Teramo, San Cristoforo, Quartiere Lodovico il Moro, Ronchetto sul Naviglio, Quartiere Villa Magentino, Arzaga, Giambellino, Lorenteggio, Villaggio dei Fiori, Creta                          |
| Municipio 7 | Baggio, De Angeli, San Siro                         | 31,34              | 171 796              | 5481,68                       | Porta Magenta, Quartiere De Angeli – Frua, San Siro, Quartiere Harar, Quartiere Vercellese, Quarto Cagnino, Quinto Romano, Figino, Molinazzo, Sella Nuova, Baggio, Quartiere Valsesia, Quartiere degli Olmi, Assiano, Muggiano                                                                                                  |
| Municipio 8 | Fiera, Quartiere Gallaratese, Quarto Oggiaro        | 23,72              | 182 118              | 7677,82                       | Porta Volta, Bullona, Ghisolfa, Portello, Cagnola, Quartiere Campo dei Fiori, Villapizzone, Quartiere Varesina, Boldinasco, Garegnano, Certosa, Musocco, Quarto Oggiaro, Vialba, Roserio, Cascina Triulza, QT8, Lampugnano, Quartiere Gallaratese, Quartiere San Leonardo, Trenno, Quartiere Cascina Merlata.                   |
| Municipio 9 | Stazione Garibaldi, Niguarda                        | 21,12              | 184 002              | 8712,22                       | Porta Garibaldi, Porta Nuova, Centro Direzionale, Isola, La Fontana, Montalbino, Segnano, Bicocca, Fulvio Testi, Ca’ Granda, Pratocentenaro, Niguarda, Dergano, Bovisa, Affori, Bruzzano, Quartiere Comasina, Quartiere Bovisasca                                                                                               |
|             | Łącznie                                             | 181,76             | 1 359 905            | 7482                          | |

## Klimat
Mediolan leży na północnym krańcu wpływów klimatu podzwrotnikowego, gdzie ze względu na położenie miasta występuje klimat typowo kontynentalny. Są tu typowe dla północnych Włoch rośliny. Przeważają gorące, suche lata i chłodne, wilgotne zimy, inaczej niż w klimacie śródziemnomorskim charakterystycznym dla reszty Włoch. W ciągu pozostałych pór roku piękne słoneczne dni przeplatają się z okresami deszczowymi. Średnie roczne dobowe temperatury wahają się od 3 °C w zimie do 25 °C w lecie.
Średnie temperatury w centrum miasta wynoszą od 0 do 7 °C w styczniu i 19 do 30 °C w lipcu. Opady śniegu są często w zimie. W ciągu ostatnich 15–20 lat zmniejszyła się częstotliwość opadów śniegu. Historyczna średnia Mediolanu wynosi pomiędzy 35 a 45 cm. Pojedyncze śnieżyce powyżej 30–50 cm w 1–3 dni zdarzają się okresowo, z rekordem 80–100 cm podczas sławnej śnieżycy w styczniu 1985. Wilgotność jest dosyć duża w ciągu całego roku i wielkość średnich rocznych opadów wynosi około 1000 mm. W stereotypowym obrazie, Mediolan jest często owiany mgłą charakterystyczną dla zimnych okresów w dorzeczu Padu. Redukcja zanieczyszczeń z fabryk zmniejszyła to zjawisko w ciągu ostatnich lat, przynajmniej w centrum miasta. Wiatru zwykle nie ma w Mediolanie. Na wiosnę mogą się zdarzyć wichury, zarówno z powodu tramontany wiejącej z Alp, jak i bory wiejącej z północnego wschodu. Takie wichury często powodują zniszczenia.
| Miesiąc                          | Sty  | Lut  | Mar  | Kwi  | Maj  | Cze  | Lip  | Sie  | Wrz  | Paź  | Lis  | Gru  | Roczna |
| -------------------------------- | ---- | ---- | ---- | ---- | ---- | ---- | ---- | ---- | ---- | ---- | ---- | ---- | ------ |
| Średnie temperatury w dzień [°C] | 7,2  | 9,9  | 15,2 | 19,4 | 24,4 | 28,7 | 30,8 | 30,3 | 25,8 | 19,2 | 12,7 | 7,6  | 19,1   |
| Średnie dobowe temperatury [°C]  | 3,1  | 5,0  | 9,7  | 14,0 | 18,7 | 23,0 | 25,0 | 24,5 | 20,1 | 14,6 | 9,0  | 3,8  | 14,1   |
| Średnie temperatury w nocy [°C]  | -0,5 | 0,4  | 4,2  | 8,8  | 13,4 | 17,8 | 19,5 | 19,1 | 14,9 | 10,6 | 5,5  | 0,4  | 9,4    |
| Opady [mm]                       | 43,1 | 44,1 | 47,5 | 59,7 | 72,0 | 54,6 | 38,3 | 59,4 | 49,4 | 60,5 | 153  | 40,5 | 722    |
| Średnia liczba dni z opadami     | 9,9  | 7,1  | 6,9  | 9,4  | 9,6  | 7,3  | 5,6  | 7,4  | 6,0  | 10,2 | 12,5 | 10,4 | 102,4  |
| Średnie usłonecznienie [h]       | 69   | 106  | 162  | 187  | 221  | 253  | 295  | 261  | 196  | 140  | 81   | 64   | 2035   |
| Źródło: climatebase.ru (od 2000) |      |      |      |      |      |      |      |      |      |      |      |      |        |

## Gospodarka

Kompleks wieżowców Bosco Verticale z rosnącymi na nich ponad 900 drzewami, 2014

Najważniejszy włoski ośrodek gospodarczo-finansowy; jedno z najbogatszych miast Europy. Ważny węzeł kolejowy i drogowy, wielki węzeł lotniczy (lotniska Malpensa i Linate). Siedziba licznych banków i towarzystw ubezpieczeniowych oraz giełdy (Borsa Italiana). Największy w kraju ośrodek przemysłowy – m.in. przemysł maszynowy, elektrotechniczny, środków transportu (Alfa Romeo, MV Agusta), chemiczny (koncern Pirelli), odzieżowy, a także metalowy, szklarski, spożywczy (sery, wina Cinzano i inne), porcelanowo-fajansowy, rafineryjny, hutnictwo żelaza. Mediolan jest jednym z ważniejszych ośrodków mody.

## Kultura i sztuka

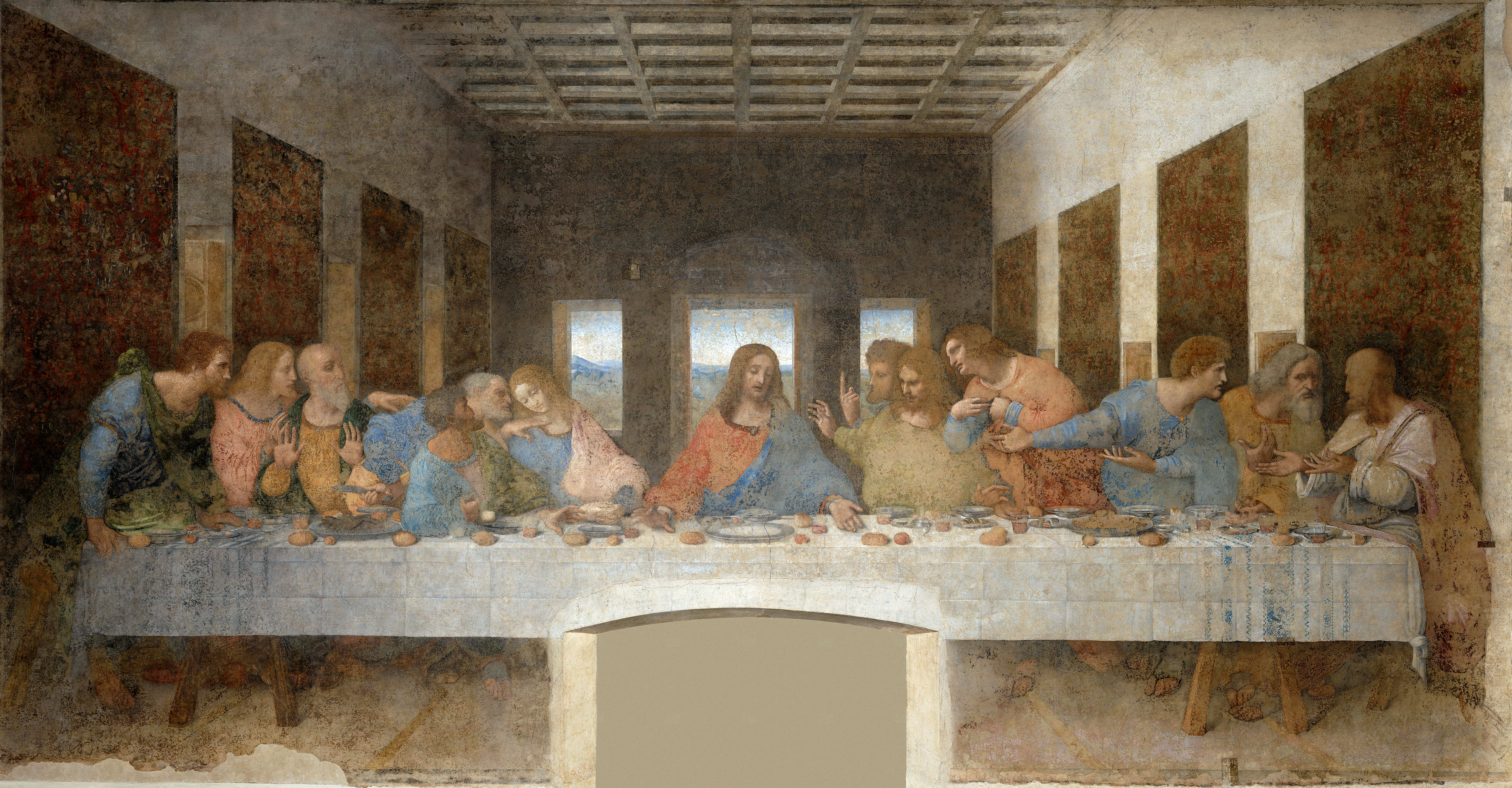
Słynny fresk Leonarda da Vinci Ostatnia wieczerza znajduje się w Mediolanie

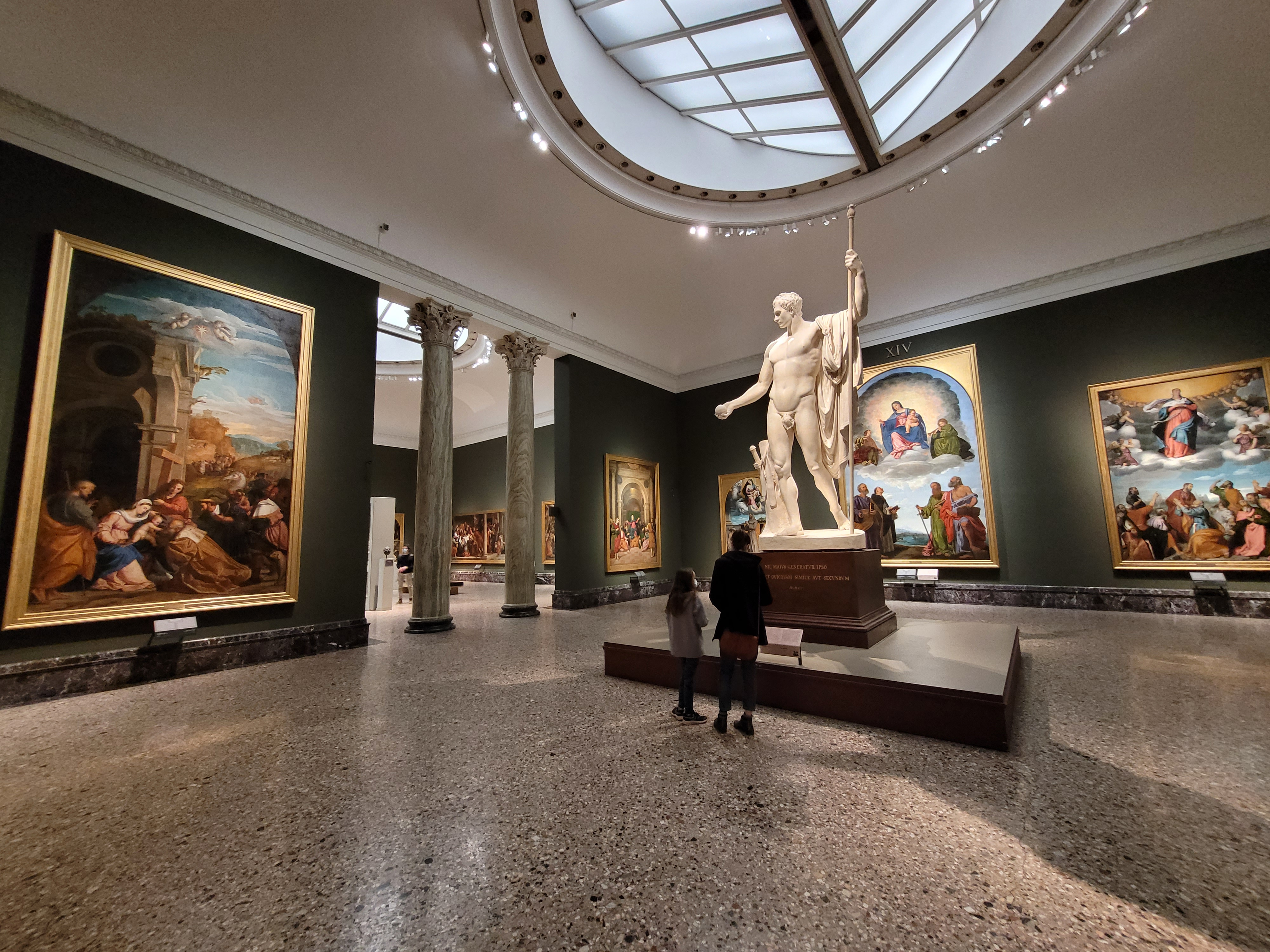
Pinakoteka Brera

### Muzea
- Musei di Castello Sforzesco: Museo d’Arte Antica – Muzeum Sztuki Antycznej
- Musei di Castello Sforzesco: Pinakoteka – Galeria Malarstwa
- Musei di Castello Sforzesco: Museo delle Arte Decorative – Muzeum Sztuki Użytkowej
- Musei di Castello Sforzesco: Museo degli Strumenti Musicali – Muzeum Instrumentów Muzycznych
- Musei di Castello Sforzesco: Museo Egizio – Muzeum Egipskie
- Musei di Castello Sforzesco: Museo della Preistoria e Protostoria – Muzeum Prehistoryczne
- Museo Archeologico – Muzeum Archeologiczne
- Museo del Risorgimiento – Muzeum Historii Zjednoczenia Włoch
- Museo Teatrale alla Scala – Muzeum Teatralne przy alla Scala
- Museo di Storia Naturale – Muzeum Geologiczne i Historii Naturalnej
- Museo del Novecento – Muzeum Sztuki XX wieku
- Museo del Ottocento, Galleria d’Arte Moderna – Muzeum Sztuki XIX wieku
- Museo Astronomico – Orto Botanico di Berra – Muzeum Astronomiczne i Ogród Botaniczny di Berra
- Planetario „Ulrico Hoepli” – Planetarium „Ulrico Hoepli”
- Museo Pinacoteca di Brera – Pinakoteka Brera – Galeria Sztuki di Brera
- Museo Pinacoteca e Biblioteca Ambrosiana – Galeria i Biblioteka Ambrozjańska
- Museo del Duomo – Muzeum Katedry Mediolańskiej il Duomo
- Museo Diocesiano di Milano – Muzeum Diecezji Mediolańskiej
- Museo di San Eustorgio – Muzeum Sztuki przy kościele San Eustorgio
- Museo dei Beni Culturali Cappuccini di Milano – Mediolańskie Muzeum Dziedzictwa Kulturowego Kapucynów
- Cenacolo Vinciano – Ostatnia Wieczerza Leonarda da Vinci
- Museo Poldi Pezzoli – Muzeum Sztuki Poldi Pezzoli
- Museo Bagatti Valsecchi – Muzeum Bagatti Valsecchi
- Museo Nazionale della Scienzia e aella Technologia „Leonardo da Vinci” – Narodowe Muzeum Nauki i Techniki „Leonardo da Vinci”
- Museo del Cinema „Gianni Comencini” – Muzeum Kina
- La Triennale di Milano – Muzeum Targów Mediolańskich
- Palazzo Reale – Pałac Królewski
- Acuario e Civica Stazione Idrobiologica – Akwarium Miejskie i Stacja Hydrobiologiczna
- Palazzo Morando Costume Moda Imagine – Muzeum Kostiumów i Mody
- Casa Manzoni – Muzeum Mannzoni

## Wybrane zabytki

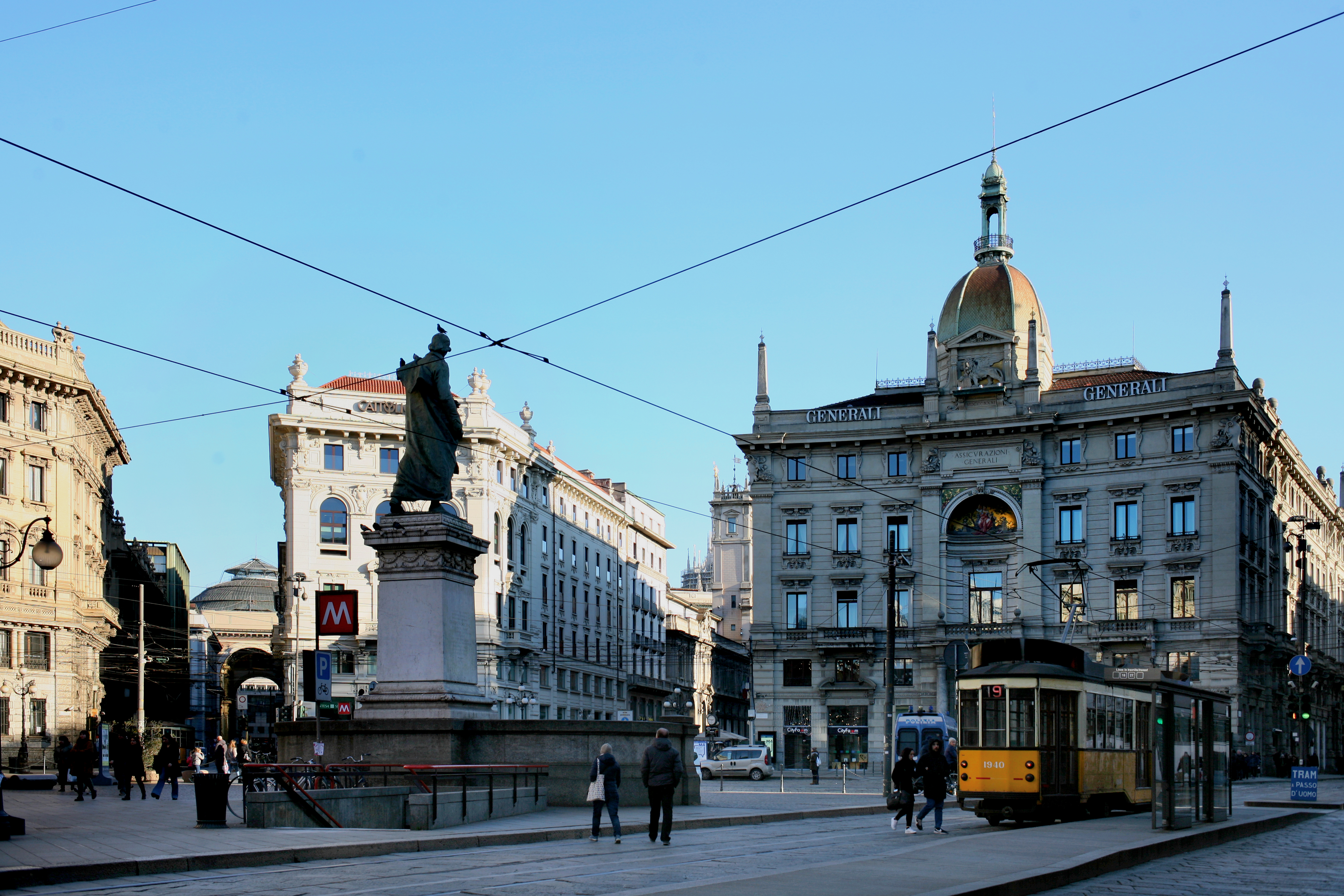
Piazza Cordusio

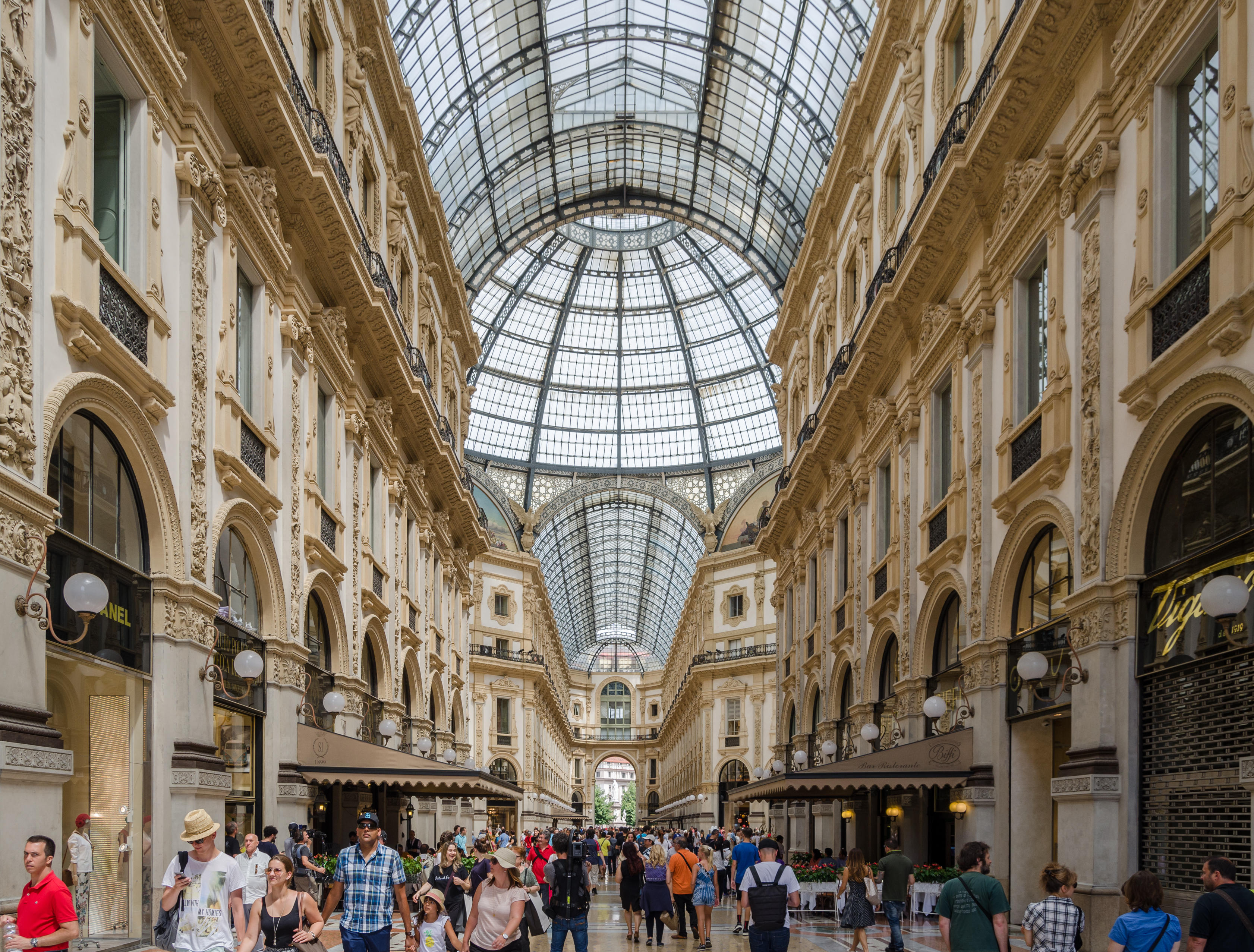
Galeria Wiktora Emmanuela

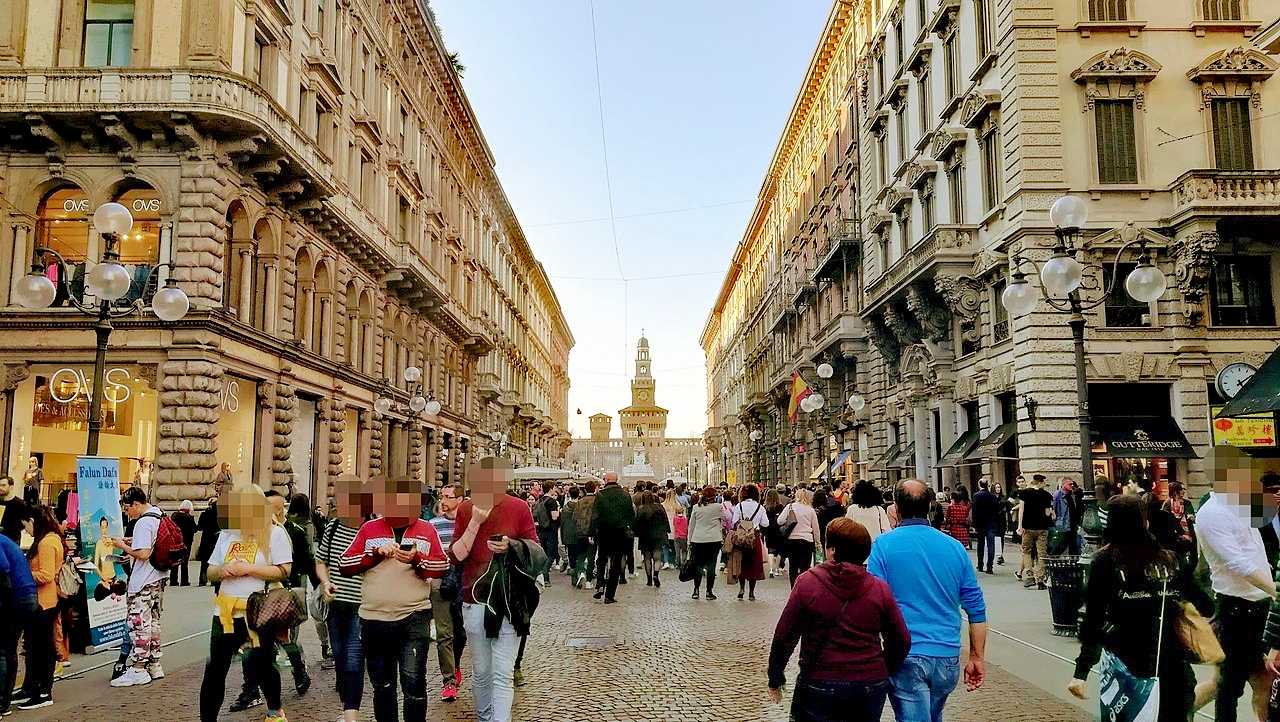
Via Dante

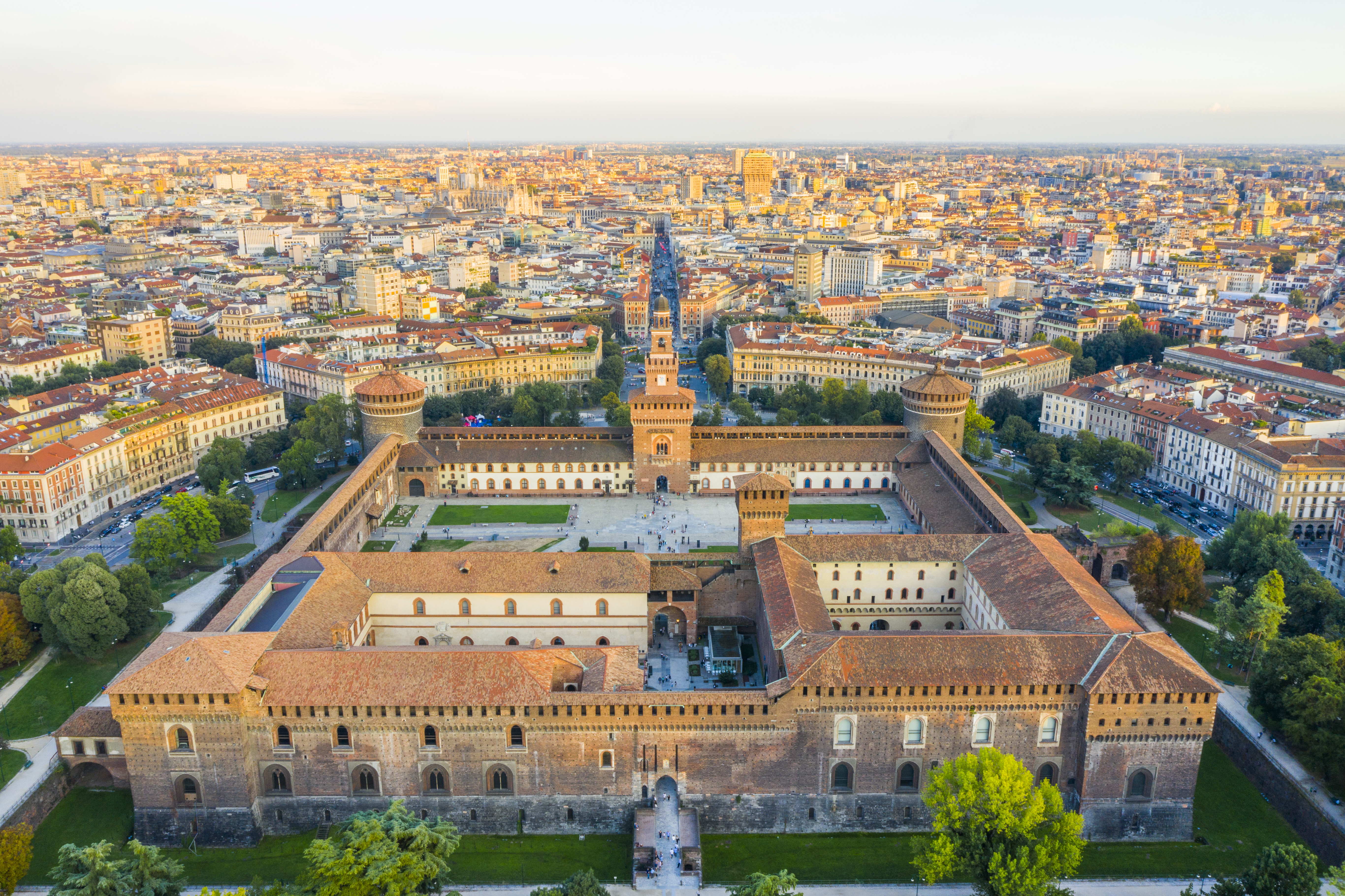
Castello Sforzesco

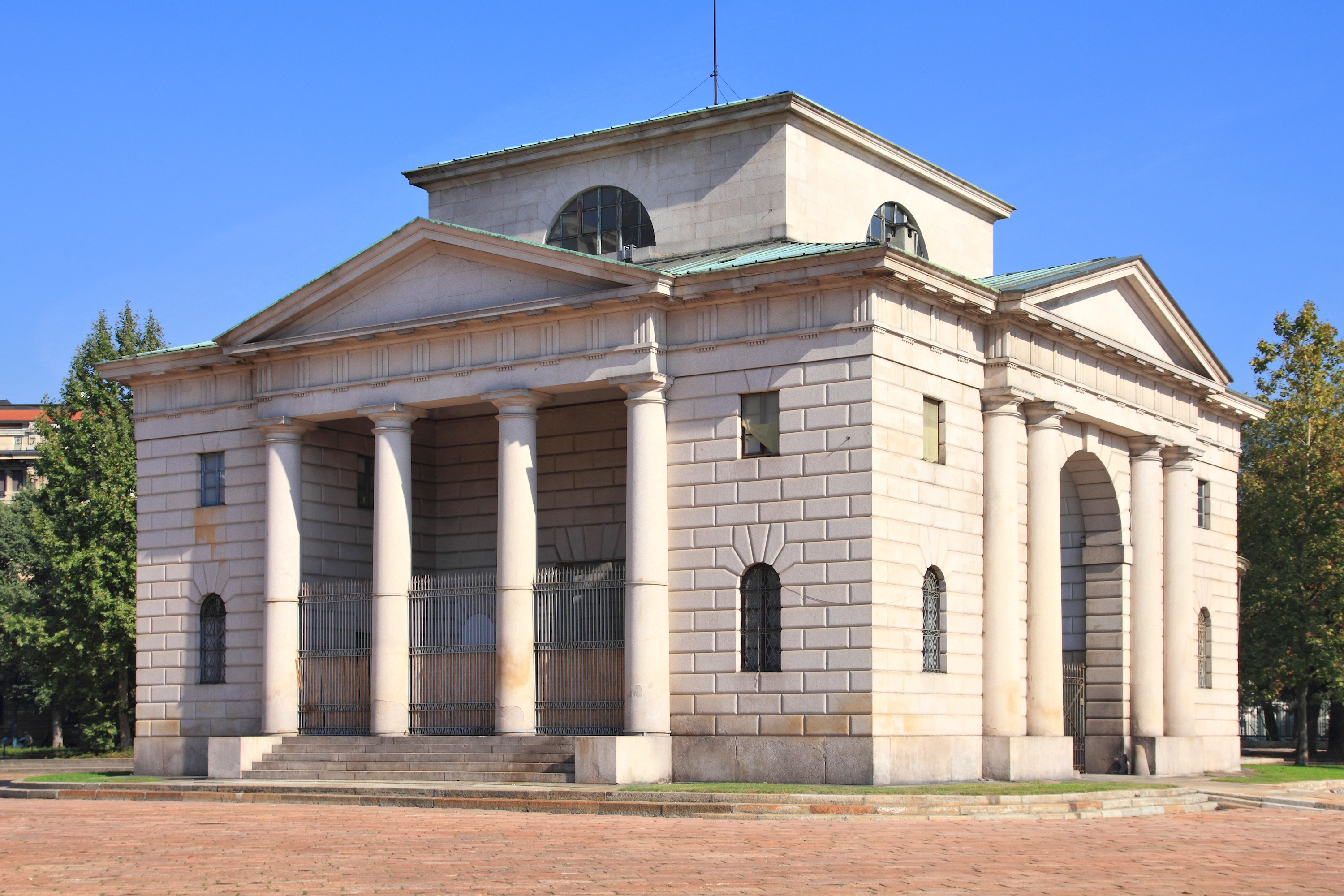
Dawna rogatka przy Porta Sempione

### Świeckie
- La Scala – jeden z najsłynniejszych teatrów operowych świata (otwarty w 1778),
- ratusz(inne języki) (XIII–XVIII w.),
- Castello Sforzesco (XV w.),
- Ospedale Maggiore(inne języki) (XV–XVI, XVII w.),
- liczne pałace z XV–XVIII w. (m.in. Brera XVI–XVII wiek, aktualnie mieszczący Pinakotekę Brera, Biblioteka Ambrosiana XVII w.),
- Wieżowiec Pirelli Gio Pontiego (1958) i Torre Velasca z 1954.

### Sakralne

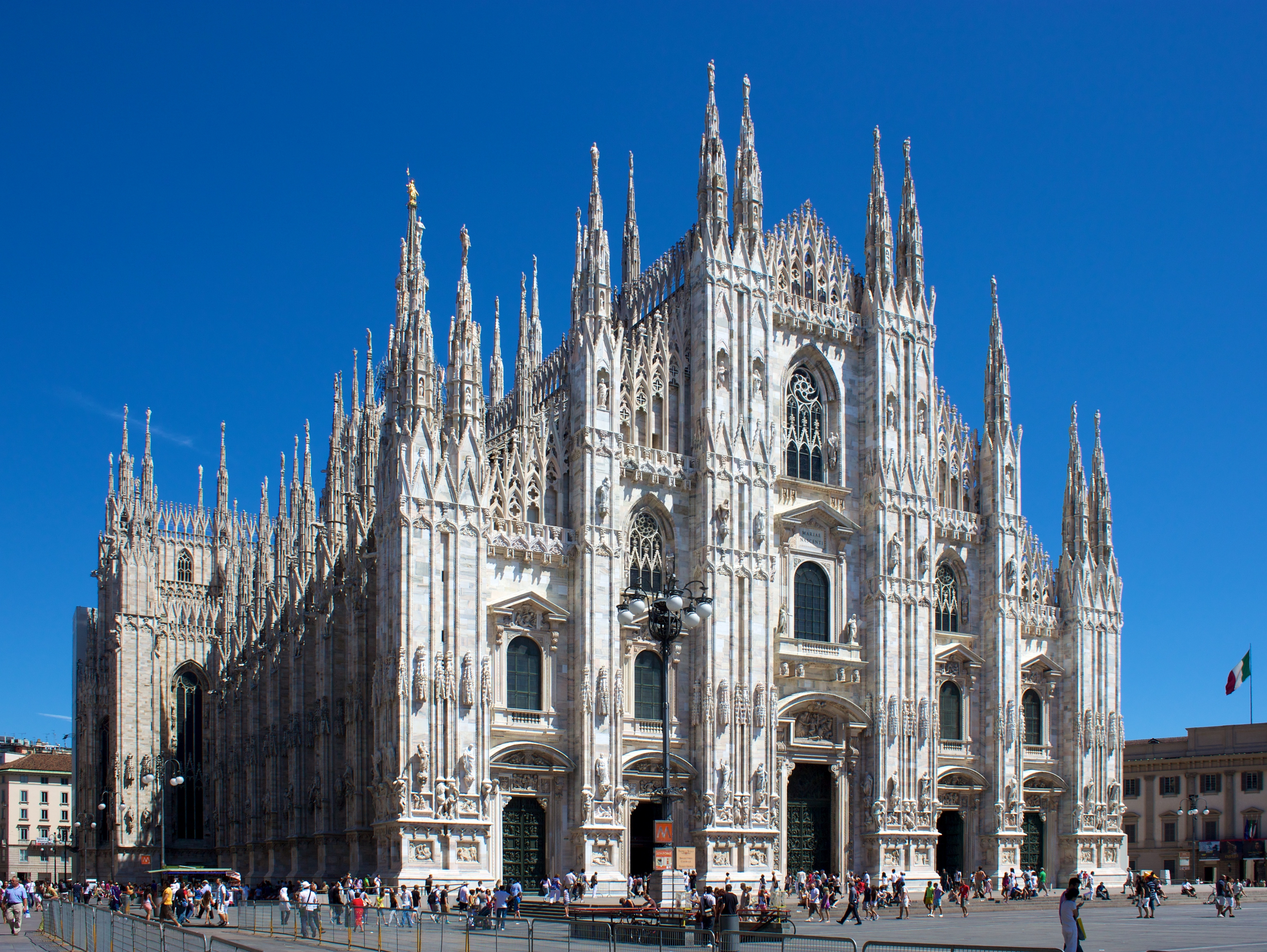
Katedra Mediolańska

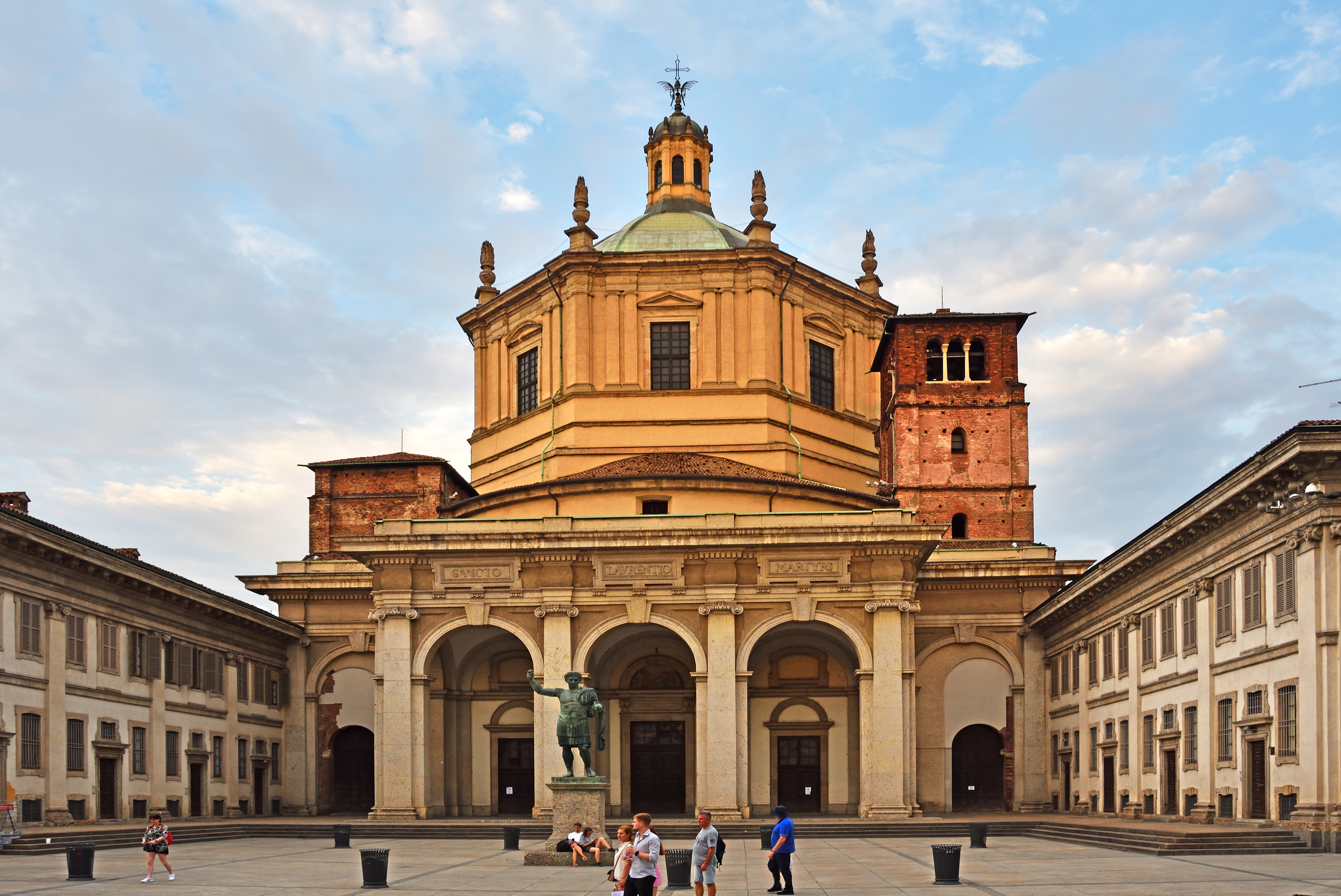
Bazylika św. Wawrzyńca (Basilica collegiata prepositurale di San Lorenzo Maggiore)

- Katedra Narodzin św. Marii w Mediolanie (XIV-XIX) w.
- Bazylika Santo Stefano Maggiore
- Bazylika św. Ambrożego (IV, IX-XII wiek)
- Bazylika św. Antoniego opata
- Basilica di San Calimero
- Bazylika Santa Eufemia
- Bazylika Sant'Eustorgio (IX-XIII w., XVII w.)
- Bazylika San Lorenzo Maggiore (IV-XII w., XVI w.)
- Bazylika San Nazaro in Brolo
- Bazylika San Simpliciano
- Sant’Alessandro in Zebedia
- Sant’Angelo
- San Babila
- San Barnaba e Paolo
- San Bartolomeo
- San Bernardino alle Ossa
- San Bernardino alle Monache
- San Carlo al Corso
- San Carpoforo
- San Fedele
- Św. Franciszka z Paoli
- Św. Franciszka Salezego
- San Giorgio al Palazzo
- Kościół San Giuseppe w Mediolanie
- San Gottardo in Corte
- San Marco
- Kościół San Michele e Santa Rita w Mediolanie
- Santa Maria al Paradiso
- Santa Maria alla Porta
- Santa Maria Annunciata
- Santa Maria della Vittoria
- Santa Maria dei Miracoli presso San Celso
- Santa Maria del Carmine
- Santa Maria della Passione
- Santa Maria della Scala in San Fedele
- Santa Maria delle Grazie (w przyległym klasztorze fresk Ostatnia Wieczerza Leonarda da Vinci)
- Santa Maria Incoronata
- Santa Maria Segreta
- Santa Maria Podone
- San Maurizio al Monastero Maggiore
- San Nicolao
- San Pietro in Gessate
- San Satiro (1482, pozostałości z IX w.)
- San Sepolcro
- San Vincenzo in Prato
- San Vito in Pasquirolo
- Klasztor San Vittore al Corpo w Mediolanie

## Transport

### Dworce kolejowe

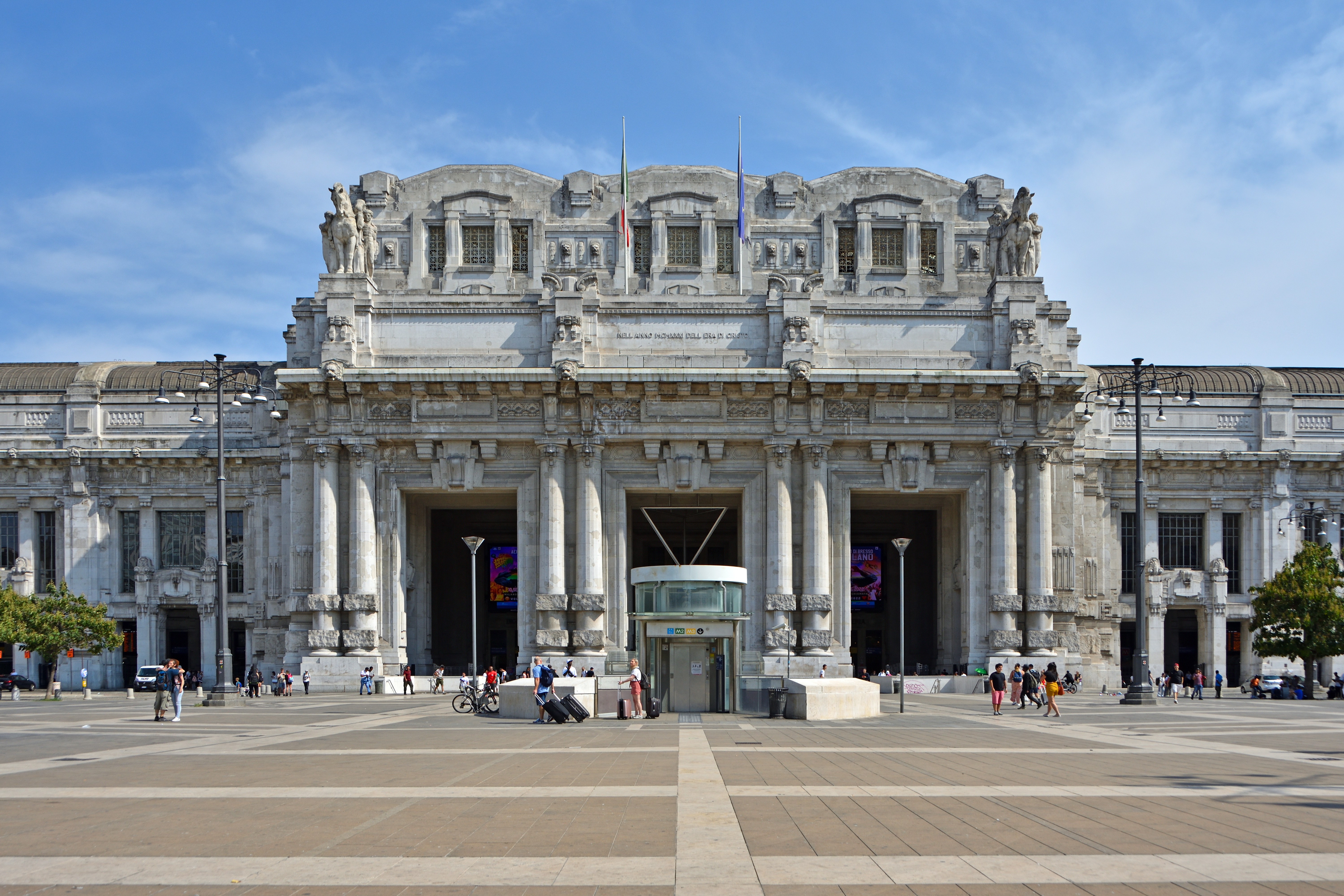
Stacja główna w Mediolanie

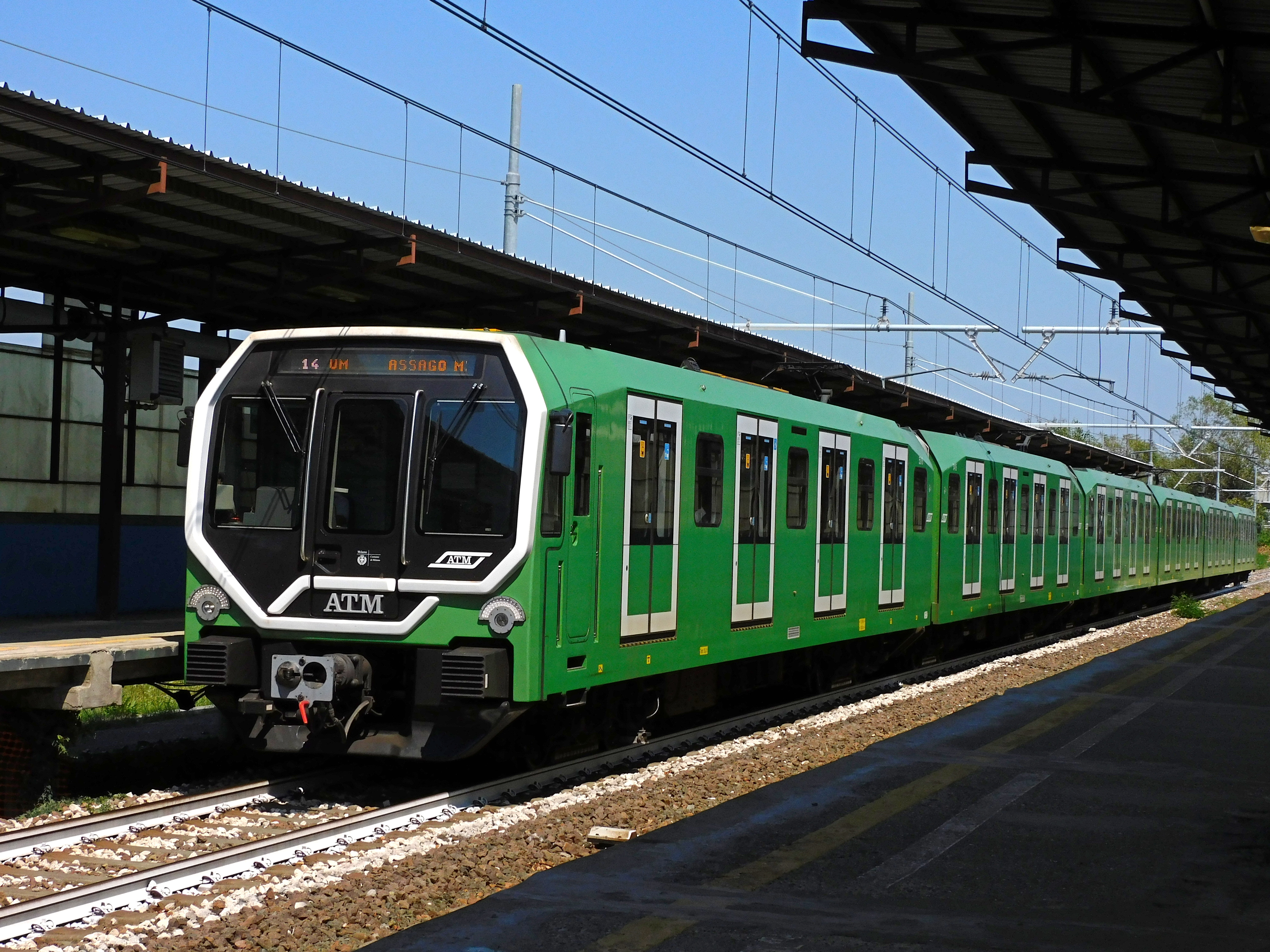
Metro w Mediolanie

- Milano Centrale
- Milano Porta Garibaldi
- Milano Lambrate
- Milano Rogoredo
- Milano Greco Pirelli Bicocca
- Milano Porta Genova
- Milano Porta Romana(inne języki)
- Milano San Cristoforo
- Milano Certosa
- Milano Cadorna
- Milano Bovisa-Politecnico
- Milano Lancetti
- Milano Villapizzone
- Milano Repubblica
- Milano Porta Venezia
- Milano Dateo
- Milano Porta Vittoria
- Milano Romolo
- Milano Affori(inne języki)
- Milano Bruzzano
- Milano Quarto Oggiaro
- Milano Domodossola Fiera

### Metro
W Mediolanie znajduje się pięć linii metra, oznaczonych kolorami:
- M1 – czerwonym,
- M2 – zielonym,
- M3 – żółtym,
- M4 – niebieskim,
- M5 – fioletowym.

### Linie autobusowe, tramwajowe i trolejbusowe
W ścisłym centrum transport odbywa się za pomocą metra i linii tramwajowych. Obszary zewnętrzne obsługują linie autobusowe i trolejbusowe.

### Komunikacja rowerowa
Począwszy od 2010 roku funkcjonuje system wypożyczania rowerów, dostępnych w bezobsługowych wypożyczalniach rozmieszczonych na obszarze ścisłego centrum. Park rowerowy systemu transportu rowerowego obejmuje 3650 rowerów.

### Żegluga śródlądowa
Do Mediolanu doprowadzone są od strony południowo-zachodniej dwa kanały: Naviglio Grande i Naviglio Pavese, łączące Mediolan z rzeką Ticino. Kanały są nieżeglowne przez przeważającą część roku.

### Porty lotnicze
Miasto obsługują trzy porty lotnicze:
- Port lotniczy Mediolan-Malpensa, położony 48 km na północny zachód od Mediolanu i skomunikowane linią kolejową Malpensa Express, dojeżdżającą na stację kolejową Milano Cadorna.
- Port lotniczy Mediolan-Linate, położony na południowo-wschodnich obrzeżach Mediolanu
- Port lotniczy Bergamo-Orio al Serio, położony na obrzeżach Bergamo.

Porty lotnicze są połączone między sobą specjalnymi liniami autobusowymi. Połączenie autobusowe jest najtańszym środkiem transportu łączącym mediolańskie lotniska z centrum miasta. Autobusy z międzynarodowych portów lotniczych zatrzymują się przy Stazione Centrale w centrum miasta przy stacjach M2 i M3 mediolańskiego metra.

## Religia

### Kościół rzymskokatolicki
Mediolan jest siedzibą archidiecezji, której patronami są święty Ambroży i święty Karol Boromeusz.
W Mediolanie działa polska parafia przy kościele Santa Maria alla Porta, przy linii metra M1 – przystanek Cairoli. Msze święte w języku polskim odbywają się w niedziele i święta. W kościele znajdują się obrazy Najświętszej Marii Panny z Jasnej Góry oraz Jezusa Miłosiernego.

### Kościół prawosławny
Parafia prawosławna w Mediolanie znajduje się przy via Senato.

## Sport
- A.C. Milan
- Inter Mediolan
- AS Medici
- Olimpia Milano
- Sparkling Mediolan

Pod Mediolanem znajduje się tor Formuły 1 w Monza.
Źródło danych: Istituto Nazionale di Statistica.

## Miasta partnerskie
- Betlejem, Palestyna
- Birmingham, Wielka Brytania
- Boston, Stany Zjednoczone
- Chicago, Stany Zjednoczone
- Kraków, Polska
- Dakar, Senegal
- Frankfurt nad Menem, Niemcy
- Lyon, Francja
- Melbourne, Australia
- Osaka, Japonia
- Petersburg, Rosja
- São Paulo, Brazylia
- Szanghaj, Chińska Republika Ludowa
- Tiencin, Chińska Republika Ludowa
- Tel Awiw-Jafa, Izrael
- Saloniki, Grecja
- Toronto, Kanada
- Belgrad, Serbia